# Francisco Granados Gata
Francisco Granados Gata (Valencia del Ventoso, província de Badajoz, 4 d'octubre de 1935 - Madrid, 17 d'agost de 1963) fou un anarcosindicalista i lluitador antifranquista espanyol.
El 1953 va marxar a Madrid a buscar feina, on el 1956 es va casar amb Pilar Vaquerizo. Durant el servei militar el van diagnosticar una leucèmia i va estar un temps hospitalitzat. El 1960 va marxar d'Espanya amb la seva dona i fills a la recerca de treball i s'establí a Alès (Gard) treballant en el sector del metall.
A França entra en contacte amb la resistència antifranquista i s'afilià a les Joventuts Llibertàries. Conscient que no viuria gaire temps degut a la seva malaltia, decidí passar a l'acció i es va integrar en el grup de la CNT Defensa Interior, dirigida per Octavio Alberola Suriñach. Cap al 1963 va instal·lar-se clandestinament a Madrid, on havia de participar en un atemptat contra Francisco Franco. Però el 23 de juliol fou arrestat amb Joaquín Delgado Martínez, i ambdós foren acusats de l'atemptat contra la Direcció General de Seguretat que uns dies abans havien comès altres membres de l'organització, i que havia provocat vint ferits. Delgado i Granados foren condemnats a mort en consell de guerra sumaríssim i executats a garrot vil el 17 d'agost de 1963 a la presó de Carabanchel. Una setmana més tard, la premsa informava de la troballa d'una bomba amb temporitzador dins un avió del tipus Sud Aviation Caravelle de la companyia aèria Iberia, trobada durant una revisió rutinària a Madrid. L'avió feia habitualment el trajecte Madrid-Frankfurt i havia estat revisat a la ciutat alemanya uns meses abans per un avís de col·locació de bomba. La nota de premsa va adjudicar a Joaquín Delgado i a Francisco Granados la col·locació de la bomba.
Des de 1999 Octavio Alberola Suriñach i Antonio Martín Bellido, dirigents de Defensa Interior, han engegat una campanya per anul·lar la seva condemna, bé que sense èxit.